# Too Much Pain
«Too Much Dolor» (トゥ マッチ ペイン Tu Matchi Pein?) es el duodécimo sencillo por la banda japonesa The Blue Hearts y alcanzó el puesto # 29 en la lista Oricon en 1992.

## Detalles
«Too Much Dolor» fue lanzado como parte del álbum de The Blue Hearts quinto, High Kicks, que había sido lanzado el 21 de diciembre de 1991, pero la canción fue uno de los días aficionados de la banda durante muchos años antes. Se había planeado incluirlo en la versión independiente de Blue Hearts y Chernobyl, pero la canción Sha La La fue pensado para ser un mejor ajuste.
Hasta 1987, la canción se llevó a cabo con regularidad, con nada más que guitarra de Mashima y voz de Hiroto Komoto. Después de eso, sólo tocó la canción en ocasiones especiales. La última vez que los dos se realizaron la canción en vivo por ellos mismos fue el 31 de mayo de 1989, el último día de su gira On Tour tour in Yoyogi Park. Los dos decidieron realizar ese día porque habían visto a Bruce Springsteen quien actuó en un concierto ahí y la cantó como un tributo.
El B-side, Nakanaide Koibito Yo (泣かない で 恋人 よ, Don't Cry, Lover), también fue escrito por Mashima. Todavía de vez en cuando se realiza mediante el apoyo a The Blue Hearts miembro Shirai Mikio cuando juega con su nueva banda, The Big Hip.